# لازار سزينتس
لازار سزينتس (بالمجرية: Szentes Lázár)‏ (مواليد 12 ديسمبر 1955) هو لاعب كرة قدم. يلعب مع منتخب المجر لكرة القدم. سبق له أن لعب في كأس العالم لكرة القدم مع منتخب بلاده.

## وصلات خارجية
- لازار سزينتس على موقع الاتحاد الدولي (مؤرشف)  (الإنجليزية)
- لازار سزينتس على موقع الاتحاد الأوربي (الإنجليزية)
- لازار سزينتس على موقع قاعدة بيانات كرة القدم.إي يو (الإنجليزية)
- لازار سزينتس على موقع ناشيونال فوتبول تيمز (الإنجليزية)
- Ki kicsoda a magyar sportéletben?, III. kötet (S–Z). Szekszárd, Babits Kiadó, 1995, 147. o., (ردمك 963-495-014-0)
- NS online profile (بالمجرية)